# Arachnothryx secundiflora
Arachnothryx secundiflora är en måreväxtart som först beskrevs av Benjamin Lincoln Robinson, och fick sitt nu gällande namn av Attila L. Borhidi. Arachnothryx secundiflora ingår i släktet Arachnothryx och familjen måreväxter. Inga underarter finns listade i Catalogue of Life.